# 8039 Ґрандпризм
8039 Ґрандпризм (8039 Grandprism) — астероїд головного поясу, відкритий 15 вересня 1993 року.
Тіссеранів параметр щодо Юпітера — 3,500.